# Vaarregel
Een vaarregel is een regel die geldt voor het varen met schepen of het deelnemen aan de scheepvaart. De basis wordt gevormd door de Internationale Bepalingen ter voorkoming van aanvaringen op zee.

## Nederland
De basis voor de Nederlandse vaarregels is gelegen in de Scheepvaartverkeerswet. De scheepvaartverkeerswet geldt op de Nederlandse wateren, zee en binnenwater en is de basis van diverse regelingen die op de Nederlandse wateren gelden.

### Internationale regelingen
In Nederland gelden er diverse regelingen op het water. Op enkele uitzonderingen na geldt op alle voor het scheepvaartverkeer openstaande water het Binnenvaartpolitiereglement. De grote vaarwegen bij de grenzen zijn veelal wateren waarop een verdrag met een buurland van kracht is, waar er internationale belangen zijn die afwijkende vaarregels veroorzaken. De volgende regelingen zijn op grond van verdragen naast het Binnenvaartpolitiereglement van kracht binnen Nederland.
| Verdragswater                                                           | Regeling                                                        |
| ----------------------------------------------------------------------- | --------------------------------------------------------------- |
| Eemsmonding, met Duitsland                                              | Scheepvaartreglement Eemsmonding (SRE)                          |
| Grensmaas, met België                                                   | Scheepvaartreglement gemeenschappelijke Maas (SRGM)             |
| Boven-Rijn, Neder-Rijn, Waal, Lek en Pannerdensch Kanaal, met Duitsland | Rijnvaartpolitiereglement (RPR)                                 |
| Westerschelde, met België                                               | Scheepvaartreglement Westerschelde (SRW)                        |
| Kanaal Gent-Terneuzen, met België                                       | Scheepvaartreglement Kanaal van Gent naar Terneuzen (SRKGT)     |
| Nederlandse territoriale zee                                            | Internationale Bepalingen ter voorkoming van aanvaringen op zee |

### Nationale en lokale regelingen
Daar waar de internationale regelingen niet van kracht zijn geldt het binnenvaartpolitiereglement. Lokaal kan het bevoegd gezag aanvullende regels stellen, waarbij het [binnenvaartpolitiereglement en de internationale regelingen van hogere orde zijn, regelingen van lagere overheden niet kunnen regelen wat bij algemene regel als is bepaald.

### Bevoegd gezag Scheepvaartverkeerswet
De Scheepvaartverkeerswet kent vier bevoegd gezagen, te weten: 
- Wateren in beheer bij het Rijk, de Minister van Infrastructuur en Milieu
- Wateren in beheer bij een provincie, gedeputeerde staten
- Wateren in beheer bij een gemeente, burgemeester en wethouders
- Wateren behorende in een gemeenschappelijke regeling, het dagelijks bestuur

Voor scheepvaartwegen die niet in het beheer zijn bij enig openbaar lichaam zijn burgemeester en wethouders bevoegd gezag. Provinciale staten kunnen waterschappen aanwijzen om als bevoegd gezag Scheepvaartverkeerswet op te treden, voorbeelden hiervan zijn Waterschap Rivierenland (Nederland) en Waterschap Brabantse Delta.